# Peloribates muscicola
Peloribates muscicola är en kvalsterart som beskrevs av Hammer 1961. Peloribates muscicola ingår i släktet Peloribates och familjen Haplozetidae. Inga underarter finns listade i Catalogue of Life.